# Salon des solidarités
 (novembre 2021).
La mise en forme du texte ne suit pas les recommandations de Wikipédia : il faut le « wikifier ».
Les points d'amélioration suivants sont les cas les plus fréquents. Le détail des points à revoir est peut-être précisé sur la page de discussion.
- Les titres sont pré-formatés par le logiciel. Ils ne sont ni en capitales, ni en gras.
- Le texte ne doit pas être écrit en capitales (les noms de famille non plus), ni en gras, ni en italique, ni en « petit »…
- Le gras n'est utilisé que pour surligner le titre de l'article dans l'introduction, une seule fois.
- L'italique est rarement utilisé : mots en langue étrangère, titres d'œuvres, noms de bateaux, etc.
- Les citations ne sont pas en italique mais en corps de texte normal. Elles sont entourées par des guillemets français : « et ».
- Les listes à puces sont à éviter, des paragraphes rédigés étant largement préférés. Les tableaux sont à réserver à la présentation de données structurées (résultats, etc.).
- Les appels de note de bas de page (petits chiffres en exposant, introduits par l'outil «  Source ») sont à placer entre la fin de phrase et le point final[comme ça].
- Les liens internes (vers d'autres articles de Wikipédia) sont à choisir avec parcimonie. Créez des liens vers des articles approfondissant le sujet. Les termes génériques sans rapport avec le sujet sont à éviter, ainsi que les répétitions de liens vers un même terme.
- Les liens externes sont à placer uniquement dans une section « Liens externes », à la fin de l'article. Ces liens sont à choisir avec parcimonie suivant les règles définies. Si un lien sert de source à l'article, son insertion dans le texte est à faire par les notes de bas de page.
- La présentation des références doit suivre les conventions bibliographiques. Il est recommandé d'utiliser les modèles {{Ouvrage}}, {{Chapitre}}, {{Article}}, {{Lien web}} et/ou {{Bibliographie}}. Le mode d'édition visuel peut mettre en forme automatiquement les références.
- Insérer une infobox (cadre d'informations à droite) n'est pas obligatoire pour parachever la mise en page.

Pour une aide détaillée, merci de consulter Aide:Wikification.
Si vous pensez que ces points ont été résolus, vous pouvez retirer ce bandeau et améliorer la mise en forme d'un autre article.
Le salon des solidarités est un espace d'échange et de réflexion autour de la solidarité internationale et de ses acteurs. La première édition a eu lieu au parc floral de Paris en juin 2007 puis en juin 2008. En juin 2010, l'édition se déplace au Parc des expositions de la porte de Versailles.

## Description
Coorganisé par l'Association au service de l'action humanitaire (ASAH, coordination et animation des éditions 2005 et 2006 du salon national de l'humanitaire), et le collectif Humanis (organisateur depuis 10 ans du forum Humani-Terre à Strasbourg), ce salon a pour objectif de favoriser les échanges entre les différents acteurs de la solidarité internationale, le grand public et les médias.
Il a la particularité d'être construit dans une démarche collaborative avec un comité de pilotage composé des structures suivantes :
- Admical
- ASAH
- Bioforce
- Coordination SUD
- DCC
- France Volontaires
- FORIM
- Humanis
- IDEAS
- IRCOM / Institut Pedro de Béthencourt
- La Guilde européenne du Raid
- Passerelles & Compétences
- Région Île-de-France
- Résonances Humanitaires
- Secours Catholique
- Caritas France
- Semaine de la Solidarité Internationale
- Trophées Solidaires
- Ville de Paris.

Parallèlement au comité de pilotage, quatre commissions thématiques et deux cellules ont été mises en place pour organiser :
- Commission Conférences / tables-rondes,
- Commission Financement
- Commission Villages,

Ces commissions réfléchissent au contenu et à l'organisation des animations, de la communication et des conférences pour le Salon à venir et font des propositions au comité de pilotage. Composées d'exposants, elles sont présidées par un ou plusieurs membres du comité de pilotage.
Le Salon des Solidarités est constitué de plusieurs villages thématiques :
- - Financement,  pour trouver différents moyens de financer ses projets.
  - Services, pour présenter différentes structures de service pouvant accompagner les ONG dans leur développement.
  - Droits de l'Homme, pour dialoguer avec les acteurs œuvrant pour la défense des droits de l'Homme .
  - Entreprises, pour mettre en valeur les actions de solidarité internationale des petites et grandes entreprises.
  - Innovation, pour comprendre les nouveautés technologiques au service de la solidarité internationale.
  - Francophonie, pour mieux connaitre les ONG issues des pays francophones et favoriser les partenariats Nord/Sud et Sud/Sud.
  - Engagement, pour favoriser l’engagement et renforcer les équipes humanitaires sur le terrain.
  - Web, pour valoriser les NTIC bénéfiques aux associations/ONG et leur rôle dans la Solidarité Internationale.
  - Urgence, pour se sensibiliser aux actions dans les zones de crise.
  - Education à la citoyenneté et à la solidarité internationale, pour sensibiliser les visiteurs de tous âges aux enjeux de la solidarité internationale et à la consommation responsable.
  - Développement, pour découvrir les projets à long terme des acteurs de la solidarité internationale

La prochaine édition aura lieu les 19,20 et 21 mai 2016 à Paris Porte de Versailles, Hall 2.2